# مرجع ولتاژ
مرجع ولتاژ یا استاندارد ولتاژ (به انگلیسی: Voltage Reference) یک قطعه ی الکترونیکی است که ولتاژی ثابت و مستقل از تغییرات دما، گذر زمان، بار خارجی روی دستگاه و تغییرات ولتاژ ورودی دستگاه تولید می کند. مرجع ولتاژ در تنظیم کننده های ولتاژ منابع تغذیه، مبدل های دیجیتال به آنالوگ (DAC)، مبدل های آنالوگ به دیجیتال (ADC) و در دستگاه های اندازه گیری و کنترل استفاده می شود. مراجع ولتاژ در کارکردشان تفاوت های زیادی دارند، برای مثال دقت یک مرجع ولتاژ رگولاتور منبع تغذیه رایانه، مقدار خود را تا حداکثر چند درصد میتواند ثابت نگه دارد اما دقت یک مرجع ولتاژ داخل آزمایشگاه را به صورت PPM بیان می کنند.

## در مترولوژی
نخستین مراجع ولتاژ سلول های تر شیمیایی مانند سلول کلارک و سلول وستون بودند که هنوز نیز در برخی تجهیزات دقیق سازی و آزمایشگاه ها استفاده می شوند.
استانداردهای ولتاژ ثانویه حالت جامد دیود زنر رده آزمایشگاهی که در مترولوژی استفاده می شوند را میتوان با دقت 1 بخش در میلیون تغییر در هر سال ساخت. 
در گذشته، باتری های جیوه ای به عنوان مراجع ولتاژ به خصوص در صنایع قابل حمل مانند نور سنج های عکاسی استفاده می شدند.

## دستگاه های پرشده از گاز
از آنجایی که ولتاژ مورد نیاز برای تخلیه الکتریکی در گازها نسبتاً ثابت است، لوله های پر شده از گاز و لامپ های نئون نیز به عنوان مراجع ولتاژ استفاده می شدند. برای نمونه لوله تنظیم کننده ولتاژ RCA 991 دراصل یک لامپ نئون NE-16 است که در 87 ولت روشن می شود و سپس ولتاژ دوسر تخلیه خود را 48 تا 67 ولت نگه می دارد.